# Eter (mitologija)
Eter (grč. ΄Αἰθήρ, Aithếr) ili Akmon (grč. ΄Ακμων, Akmôn) u grčkoj mitologiji (kod Hezioda) primordijalni je bog nebeskoga svjetla, sin boga vječne tame Ereba i božice noći Nikte, a brat i pratilac božice svijetloga dana Hemere.
Utjelovljenje je prozirne modrine koja okružuje svijet i zraka koji ljudi udišu. On je personificirani čisti gornji, svijetli znak, nebo (nekad identificiran sa Zeusom), sveobuhvatni nebeski prostor, visine u kojima borave zvijezde i bogovi.

## Etimologija
Eterovo grčko ime znači "svjetlo", "gornji zrak" ili "vedro nebo". Njegovo drugo ime Akmon znači "meteor" ili "nakovanj". Latinski oblici njegovih imena jesu Aether i Acmon.

## Mitologija
Prema Heziodu, sin je Ereba i Nikte, Hemerin brat, ali prema Higinu roditelj mu je Kaos, no on ga zamjenjuje i s Uranom, a također govori da je Ergija kći Etera i Geje. Kalimah Urana naziva Akmonidom, Akmonovim sinom.

U umjetnosti je prikazivan kao lijepi mladić, često u društvu svoje sestre Hemere, boginje vedrog dana.
U orfičkim pjesmama Eter je sin Ananke i Krona, te brat Ereba, duša svijeta i sav život proizlazi iz njega.
Često ga se naziva Zeusovim obrambenim zidom, granicom koja dijeli Tartar od kozmosa.
Po Higinu Eter je sa sestrom Hemerom otac Talase.

## Vanjske poveznice
- Eter u klasičnoj literaturi (engl.)